# Horst Abraham
Horst Abraham (* 11. Dezember 1922) ist ein ehemaliger deutscher Fußballspieler.

## Sportlicher Werdegang
Abraham spielte ab Mitte der 1930er Jahre für den Spandauer SV, für dessen Wettkampfmannschaft er ab 1940 sowie erneut nach dem Zweiten Weltkrieg auflief. Mit der Mannschaft stieg er 1950 als Vizemeister der Berliner Kreisliga, Staffel A, in die neu eingeführte Vertragsliga Berlin auf. Mit dem Aufsteiger belegte der linke Flügelstürmer in der Saison 1950/51 unter Trainer Erich Iwankowski den 6. Rang. Insgesamt lief er in fünf Spielzeiten für den Spandauer SV in der Stadtliga auf. In der Spielzeit 1952/53 wurde er mit dem Klub unter Trainer Fritz Maurischat Berliner Vizemeister hinter dem SC Union 06 Berlin, hatte aber nach 24 Spielen bei der damaligen Zwei-Punkte-Regelung neun Punkte Rückstand auf den Tabellenführer. Gemeinsam mit Torhüter Horst Strzalka, Mittelläufer Otto Tuschling und den Angriffskollegen Horst Gese und Horst Ritter gehörte Abraham dem Kreis der Leistungsträger an. In der Saison 1953/54 belegte der SSV den vierten Rang und Abraham hatte in 22 Ligaeinsätzen 12 Tore erzielt. 
Am 11. April 1954 gewann der Stürmer mit dem Klub mit einem 1:0-Finalsieg gegen Tennis Borussia Berlin den Berliner Landespokal. In der 3. Spielminute hatte er als Mannschaftskapitän das entscheidende Tor erzielt. Bei der Pokalverteidigung 1955 war er aber nicht mehr zum Einsatz gekommen. Am 15. August 1954 war er im DFB-Pokal bei der 1:2-Heimniederlage nach Verlängerung gegen den VfB Lübeck noch auf Linksaußen zum Einsatz gekommen. Das letzte Rundenspiel in der Stadtliga Berlin absolvierte Abraham am 10. Oktober 1954 bei einem 1:1-Heimremis gegen Minerva 93. Nach 28 Toren in 87 Vertragsligaspielen beendete er 1955 seine höherklassige Spielerlaufbahn.